# Bezirk Obertyn
Bezirk Obertyn – dawny powiat (Bezirk) kraju koronnego Królestwo Galicji i Lodomerii, funkcjonujący w latach 1854–1867. Siedzibą starostwa było miasteczko Obertyn.

## Historia
Bezirk Obertyn utworzono w ramach reformy uwłaszczeniowej z okresu Wiosny Ludów (1848–1849), która likwidowała jurysdykcję właściciela ziemskiego nad poddanymi. W Galicji, dominium – jako podstawowa jednostka administracyjna i filar systemu feudalnego straciło rację bytu. Konieczne stało się zatem wprowadzenie nowego systemu administracyjnego, którego zręby powstały w latach 1851–1855. Nowy trójstopniowy podział administracyjny objął 21 cyrkułów (niem. Kreise), 179 małych powiatów (niem. Bezirke) i ponad 6000 gmin (niem. Gemeinde).
Bezirk Obertyn objął obszar o wielkości 6,4 mil², zamieszkany przez 27.574 ludzi i podzielony na 28 gmin katastralnych, w tym dwa miasteczka (Chocimierz i Obertyn). Wszedł w skład cyrkułu kołomyjskiego, jako jeden z jego dziewięciu powiatów. Na zachodzie powiat posiadał specyficzne wąskie ramię, które stanowiły gminy Michałków i Chlebiczyn Leśny.
Po nadaniu Galicji autonomii oraz powołaniu samorządu gminnego i powiatowego w 1865 zlikwidowano cyrkuły (Kreise). Dotychczasowe małe powiaty (Bezirke) w liczbie 179, utrzymały się do 1867 roku, kiedy to w następstwie kolejnej reformy administracyjnej (23 stycznia 1867) zostały zastąpione przez 74 większe powiaty. Obszar zniesionego Bezirk Obertyn wszedł wtedy w skład nowych powiatów horodeńskiego i kołomyjskiego (vide podział w tabeli poniżej). 19 czerwca 1867 gminę Chocimierz przeniesiono z powiatu horodeńskiego do powiatu tłumackiego, lecz już 1 sierpnia 1878 włączono ja z powrotem do powiatu horodeńskiego; do powiatu horodeńskiego włączono wtedy także gminy Dżurków i Żuków z powiatu kołomyjskiego. 1 listopada 1880 gminy Łuka, Monastyrek i Uniż przeniesiono z powiatu horodeńskiego do powiatu buczackiego, lecz już 1 stycznia 1889 włączono je z powrotem do powiatu horodeńskiego. 1 czerwca 1905 gmina Chocimierz ostatecznie trafiła do powiatu tłumackiego. 30 kwietnia 1934 gmina Dżurków powróciła do powiatu kołomyjskiego.

## Podział administracyjny (1854)
| Lp. | Gmina jednostkowa        | Powierzchnia | Ludność | Powiat w 1867 po zniesieniu |
| --- | ------------------------ | ------------ | ------- | --------------------------- |
| 1   | Obertyn (m) z Netrebówką | 4474         | 3710    | horodeński                  |
| 2   | Żuków                    | 5757         | 1729    | kołomyjski                  |
| 3   | Żukocin                  | 1408         | 583     | kołomyjski                  |
| 4   | Michałków                | 3503         | 250     | kołomyjski                  |
| 5   | Chlebiczyn Leśny         | 3503         | 1219    | kołomyjski                  |
| 6   | Kamionka Wielka          | 6218         | 1668    | kołomyjski                  |
| 7   | Dobrowódka               | 6218         | 223     | kołomyjski                  |
| 8   | Jakubówka                | 1662         | 723     | horodeński                  |
| 9   | Hańczarów                | 831          | 347     | horodeński                  |
| 10  | Dżurków                  | 3590         | 1695    | kołomyjski                  |
| 11  | Chocimierz (m)           | 4704         | 1964    | horodeński                  |
| 12  | Łuka                     | 3010         | 593     | horodeński                  |
| 13  | Monastyrek               | 3010         | 164     | horodeński                  |
| 14  | Żywaczów                 | 3120         | 1343    | horodeński                  |
| 15  | Piotrów                  | 2680         | 1038    | horodeński                  |
| 16  | Siekierczyn              | 713          | 458     | horodeński                  |
| 17  | Isaków                   | 1918         | 680     | horodeński                  |
| 18  | Podwerbce                | 1557         | 557     | horodeński                  |
| 19  | Uniż                     | 1557         | 266     | horodeński                  |
| 20  | Niezwiska                | 3163         | 1049    | horodeński                  |
| 21  | Woronów                  | 3163         | 182     | horodeński                  |
| 22  | Harasymów                | 1462         | 1686    | horodeński                  |
| 23  | Żabokruki                | 860          | 539     | horodeński                  |
| 24  | Hawrylak                 | 1500         | 405     | horodeński                  |
| 25  | Bałahorówka              | 1500         | 145     | horodeński                  |
| 26  | Czortowiec               | 9227         | 2922    | horodeński                  |
| 27  | Rakowiec                 | 2022         | 968     | horodeński                  |
| 28  | Semenówka                | 1166         | 468     | horodeński                  |

Objaśnienie:
(M) = miasto; (m) = miasteczko